# Sebastian Kehl
Sebastian Kehl (født 13. februar 1980 i Fulda, Vesttyskland) er en tysk tidligere fodboldspiller, der spillede som midtbanespiller. Han spillede hele sin karriere i hjemlandet, hvor han repræsenterede henholdsvis Borussia Dortmund, SC Freiburg og Hannover 96. Med Borussia Dortmund vandt han i både 2002, 2011 og 2012 det tyske mesterskab.

## Landshold
Kehl spillede i sin tid som landsholdsspiller 31 kampe for Tysklands landshold, som han debuterede for den 29. maj 2001 i en kamp mod Slovakiet. Han var efterfølgende en del af den tyske trup til både VM i 2002, EM i 2004 og VM i 2006. Ved VM i 2002 var han dermed med til at vinde sølvmedaljer, mens det blev til bronze på hjemmebane i 2006.

## Titler
Bundesligaen
- 2002, 2011 og 2012 med Borussia Dortmund

DFB-Pokal
- 2012 med Borussia Dortmund